# Katy Marchant
Katy Marchant (Leeds, 30 de enero de 1993) es una deportista británica que compite en ciclismo en la modalidad de pista, especialista en las pruebas de velocidad.
Participó en tres Juegos Olímpicos de Verano, obteniendo dos medallas, bronce en Río de Janeiro 2016, en la prueba de velocidad individual, y oro en París 2024, en la prueba por equipos (junto con Sophie Capewell y Emma Finucane), y el sexto lugar en Pekín 2022, en velocidad individual.
Ganó tres medallas en el Campeonato Mundial de Ciclismo en Pista de 2024 y tres medallas en el Campeonato Europeo de Ciclismo en Pista, en los años 2023 y 2024.

## Medallero internacional
| Juegos Olímpicos   | Juegos Olímpicos         | Juegos Olímpicos  | Juegos Olímpicos      |
| Año                | Lugar                    | Medalla           | Competición           |
| ------------------ | ------------------------ | ----------------- | --------------------- |
| 2016               | Río de Janeiro (Brasil)  | Medalla de bronce | Velocidad individual  |
| 2024               | París (Francia)          | Medalla de oro    | Velocidad por equipos |
| Campeonato Mundial |                          |                   |                       |
| Año                | Lugar                    | Medalla           | Competición           |
| 2024               | Ballerup (Dinamarca)     | Medalla de oro    | Velocidad por equipos |
| 2024               | Ballerup (Dinamarca)     | Medalla de bronce | 500 m contrarreloj    |
| 2024               | Ballerup (Dinamarca)     | Medalla de bronce | Keirin                |
| Campeonato Europeo |                          |                   |                       |
| Año                | Lugar                    | Medalla           | Competición           |
| 2023               | Grenchen (Suiza)         | Medalla de plata  | Velocidad por equipos |
| 2024               | Apeldoorn (Países Bajos) | Medalla de oro    | 500 m contrarreloj    |
| 2024               | Apeldoorn (Países Bajos) | Medalla de plata  | Velocidad por equipos |